# ملعب السابع من نيسان
ملعب السابع من نيسان، أو ملعب القامشلي، ملعب كرة قدم سوري يقع في وسط مدينة القامشلي شمال سوريا وهو الملعب الرئيسي نادي الجهاد المنافس في الدوري السوري

## احداث الشغب 2004
في الثاني عشر من شهر آذار عام 2004 وقبل بدء مباراة في الدوري السوري تجمع بين نادي الجهاد صاحب الأرض والجمهور وضيفه نادي الفتوة بدقائق وقعت اشتباكات قوية بين جمهور الفريقين مالبثت ان تحولت لاشتباكات دامية شهدت مقتل أكثر من 20 شخص وقرر على اثرها اتحاد كرةالقدم هبوط ناديي الجهاد والفتوة إلى الدرجة الثانية.